# Postgeschichte und Briefmarken von Mauritius
Die Postgeschichte von Mauritius reicht bis ins 17. Jahrhundert zurück und ist durch die Briefmarkenausgabe der Roten und Blauen Mauritius auch Nicht-Philatelisten ein Begriff.

## Anfänge des Postwesens
Die ursprünglich unbesiedelte Insel Mauritius war eine wichtige Versorgungsstation für Wasser und frische Lebensmittel auf dem Seeweg von Europa nach Indien. Schon im frühen 17. Jahrhundert hinterließen Besatzungsmitglieder anlaufender Schiffe Nachrichten in Flaschen und Krügen, die sie an exponierte Bäume in der Nähe günstiger Ankerplätze hängten.
Während der Zeit der französischen Kolonialherrschaft wurde 1772 der erste offizielle Postdienst auf der damals Île de France genannten Insel in der Hauptstadt Port Louis eingerichtet. Der Dienst umfasste die Verteilung der Post und einer lokalen Zeitung durch Boten sowie die Annahme von Briefen nach Übersee, die an auslaufende Schiffe weitergeleitet wurden. Im Jahre 1811 wurde die Insel eine britische Kolonie und der Postdienst wurde weiter ausgebaut. Vor allem die regelmäßigen Verbindungen nach Europa, Indien und zur Kapkolonie, sowie eine Poststrecke zwischen Port Louis und Mahébourg bildeten eine deutliche Verbesserung.

## Postreform und erste Briefmarken
1842 wurde Sir William Maynard Gomm (1784–1875) Gouverneur der Insel. Zu diesem Zeitpunkt war der Postdienst in einem schlechten Zustand. Es gab keinen Zustelldienst mehr und die Briefe von einlaufenden Schiffen wurden nur zur Abholung im Postamt bereitgehalten. Die Post nahm Briefe zur Schiffsbeförderung an, war aber so unzuverlässig, dass die Einwohner das Postmonopol meist umgingen und ihre Post persönlich an die Schiffskapitäne übergaben. Gomm hatte Rowland Hills Postreformen im Vereinigten Königreich kennengelernt und begann nun das Postwesen in der Kolonie nach ähnlichem Muster zu reformieren. Im Dezember 1846 wurde die Ordinance No. 13 erlassen, die den Postdienst neu ordnete und die Ausgabe von Briefmarken vorsah. Die Tarife für Briefe der ersten Gewichtsstufe wurden zu 1 Penny für Post innerhalb von Mauritius und 2 Pence für Post nach Rodrigues und anderen Teilen des britischen Empires, einschließlich des Mutterlandes, festgelegt. 1847 wurde James S. Brownrigg zum Generalpostmeister bestellt und mit der Einrichtung eines Postnetzes auf der Insel und der Vorbereitung der ersten Briefmarkenausgabe betraut. Brownrigg eröffnete innerhalb kurzer Zeit Postämter in den Orten Mahébourg, Flacq, Pamplemousses, Souillac, Black River, Curepipe, Grand Baie, Moka, Plaines Wilhems, Poudre d’Or und Village Bague, wodurch auch eine Postversorgung der ländlichen Gebiete gesichert war. Die Postverbindung nach Übersee wurde durch Schiffe der P&O-Line aufrechterhalten.
Mit der Gravur der Druckplatte für die ersten Briefmarken wurde Joseph Osmond Barnard (1816–1865), ein Miniaturmaler und Graveur, beauftragt. Er sollte Briefmarken nach britischem Vorbild mit dem Porträt von Königin Victoria in den Wertstufen zu 1 Penny und 2 Pence schaffen, die zusätzlich den Namen der Kolonie zeigen sollten, um sie von Briefmarken des Mutterlandes unterscheiden zu können. Barnard stellte eine einzelne Druckplatte her, die aus der Rückseite einer bereits für den Druck einer Visitenkarte verwendeten kleinen Kupferplatte bestand. Da beide Wertzeichen nebeneinander graviert waren und verschiedene Farben aufweisen sollten, musste jede Marke einzeln gedruckt werden. Die Auflage betrug 500 Stück für jeden Wert. Diese Marken kamen am 21. September 1847 zum Verkauf und waren binnen weniger Wochen ausverkauft. In Sammlerkreisen wurden die beiden Marken erst 1864 bekannt, und da zu diesem Zeitpunkt keine Informationen zur Entstehungsgeschichte vorlagen, hielt man sie für Fehldrucke, weil sie anstelle der Angabe Post Paid, wie auf der linken Randleiste der zweiten Ausgabe zu 1 Penny und 2 Pence, die Inschrift Post Office trugen. Spätestens seit der Wiederauffindung der Original-Druckplatte 1912 und weiterer Dokumente zur Entstehungsgeschichte ist diese Vermutung widerlegt.

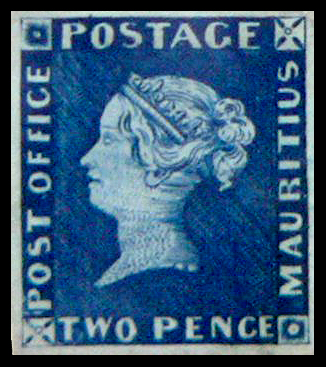
Die 2 Pence von 1847
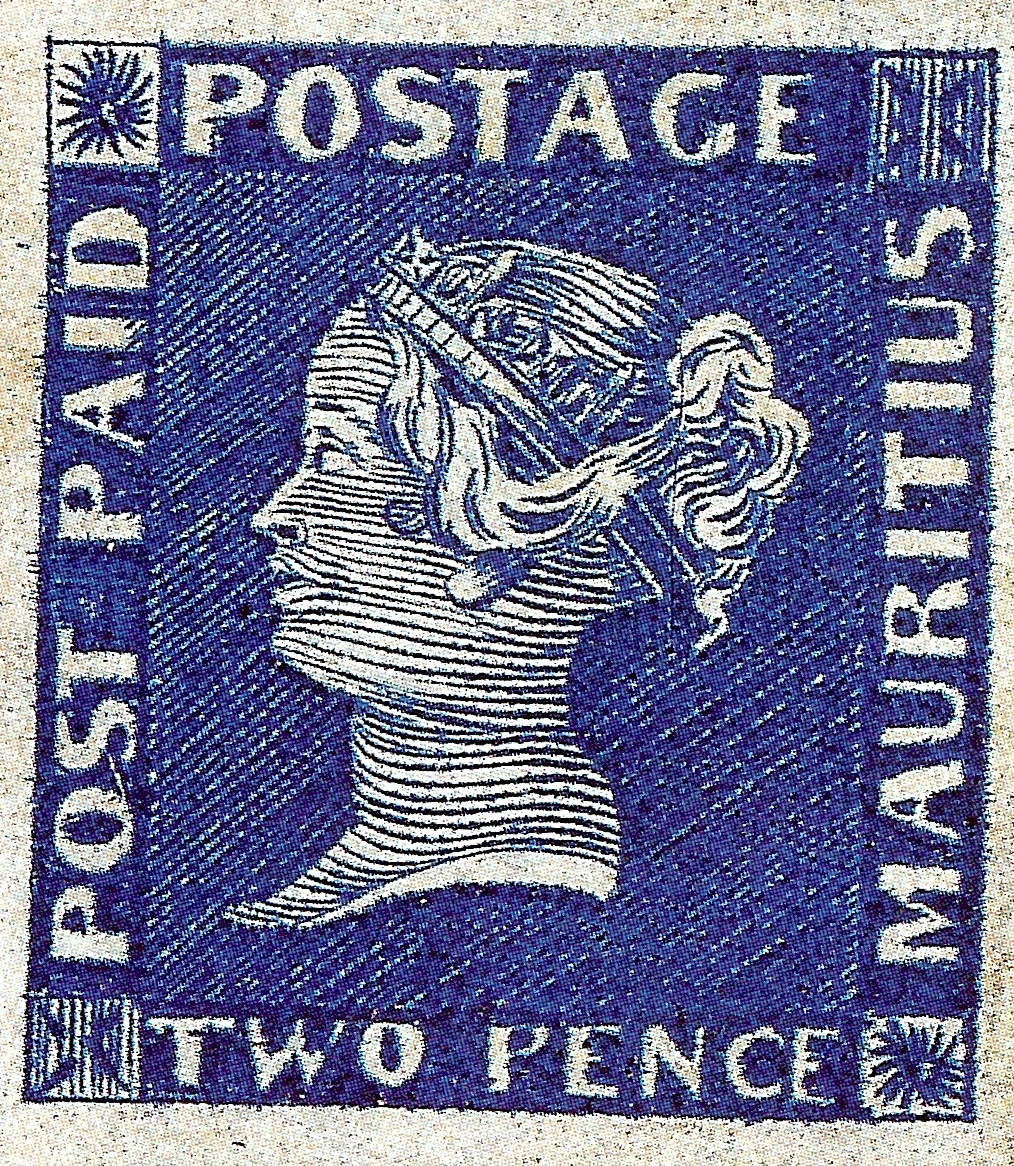
Die 2 Pence von 1848
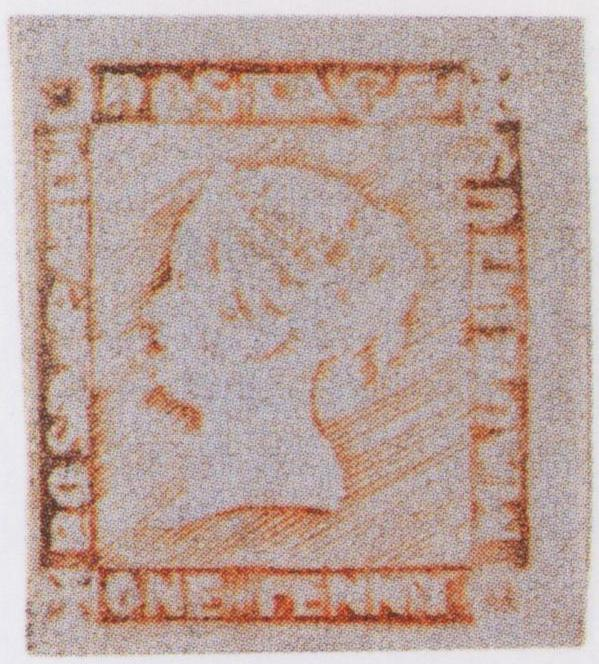
Eine 1 Penny der Druckplatte von 1848. Sehr später Druck von der stark abgenutzten Platte.
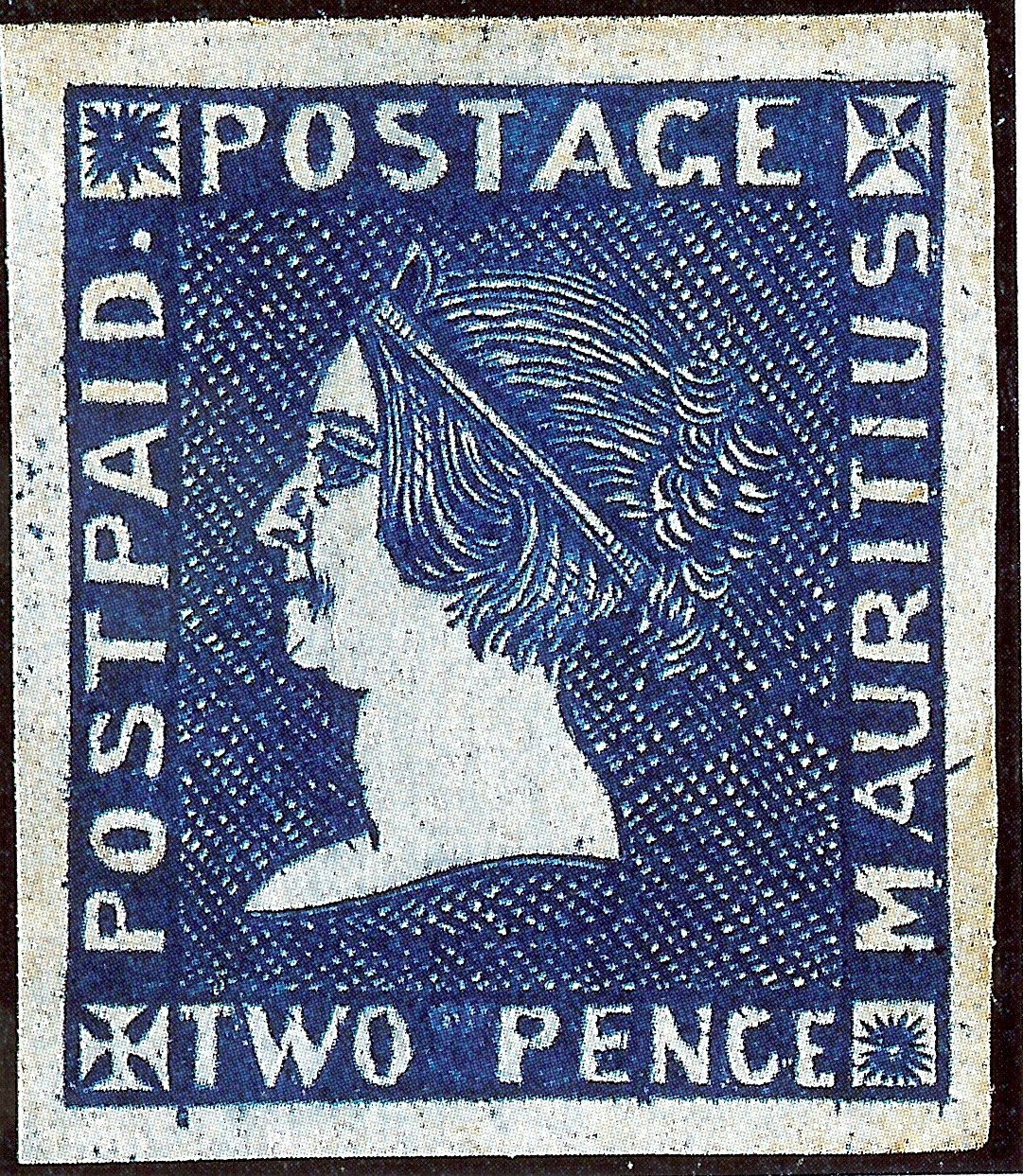
Eine 2 Pence aus der von Robert Sherwin 1859 nachgestochenen Platte von 1848.

Bereits am 2. Mai 1848 hatte Barnard die Druckplatten für die zweite Ausgabe graviert. Die Werte, das Motiv und das Design waren nahezu unverändert, mit Ausnahme des Schriftzuges Post Paid („Porto bezahlt“ bzw. „Porto entrichtet“ anstelle von „Post Office“ [„Postamt“]) am linken Rand und der Anzahl der Marken pro Druckbogen (12 Marken pro Druckbogen in  jeweils einem Wert anstatt 2 Marken pro Druckbogen in zwei verschiedenen Werten). Um eine effizientere Herstellung zu gewährleisten, waren für die rote 1 Penny und die blaue 2 Pence separate Platten mit jeweils 4 Reihen zu je 3 Marken graviert worden. Diese beiden Werte wurden in mindestens fünf Auflagen mit einer Gesamtstückzahl von 50.000 Exemplaren pro Wert gedruckt und blieben bis 1859 in Gebrauch. Dabei waren die Druckplatten am Ende so abgenutzt, dass der Entwurf nur noch schemenhaft zu erkennen war.
1859 beauftragte der Generalpostmeister den Graveur Robert Sherwin, die Druckplatten nachzustechen. Nur die 2 Pence-Platte wurde fertiggestellt und zum Druck einer neuen Auflage verwendet, die 1 Penny-Platte kam nicht mehr zum Einsatz.

## Marken mit dem Britannia-Motiv
Bereits 1848 hatte der Generalpostmeister Briefmarken bei den Crown Agents in London geordert, welche die Druckerei Perkins, Bacon & Petch mit der Herstellung beauftragten. Die erste Lieferung der neuen Marken erfolgte 1849. Der Entwurf zeigt eine Hafenszene mit der sitzenden Britannia, gerüstet mit Lanze und Schild, vor einem Warenstapel. Dieses Motiv, das Handel und Wehrhaftigkeit symbolisieren sollte, wies keine Wertangabe auf. Die Wertstufe konnte nur durch die Farbe bestimmt werden, wodurch die Herstellungskosten gesenkt wurden, da für alle Wertstufen nur noch eine Druckform benötigt wurde. Das gleiche Motiv wurde mit entsprechenden Namen der Kolonien auch in Trinidad und Barbados eingeführt. Aus nicht mehr bekannten Gründen wurde dieses System der Farbkodierung jedoch nicht vom Generalpostmeister akzeptiert und die Druckbogen verschwanden zunächst im Archiv. 1858 wurden 10.000 Exemplare der grünen Britannia mit dem Schriftzug FOUR PENCE überdruckt, da diese Wertstufe für Briefe nach Übersee erforderlich wurde. Im gleichen Jahr kam eine neue Lieferung von Briefmarken in den Wertstufen zu 6 Pence und 1 Shilling nach Mauritius, diese Marken hatten zwar eine Wertangabe, allerdings in Sans Serif, die nicht mit dem in Serifen-Schrift gehaltenen Schriftzug MAURITIUS harmonierte. 1860 erfolgte die dritte Lieferung, diesmal waren die Farben geändert worden. Die vierte und letzte Lieferung von 1861 enthielt die ersten gezähnten Briefmarken für Mauritius.

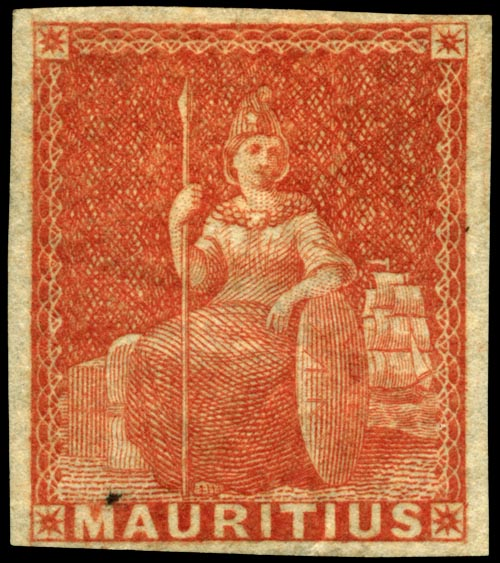
Britannia-Marke ohne Wertangabe
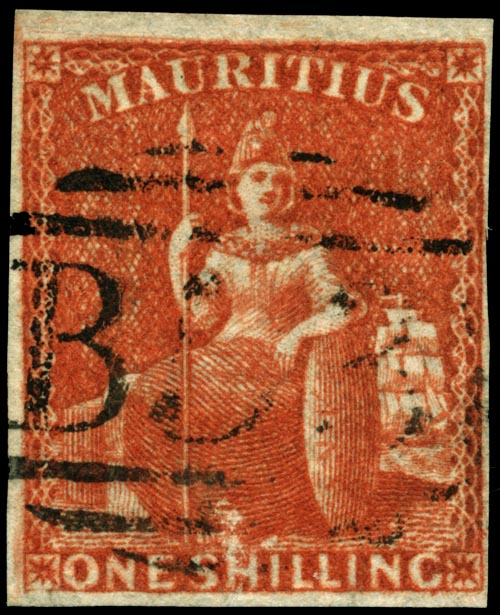
Rotbraune 1 Shilling-Marke, ausgegeben 1859
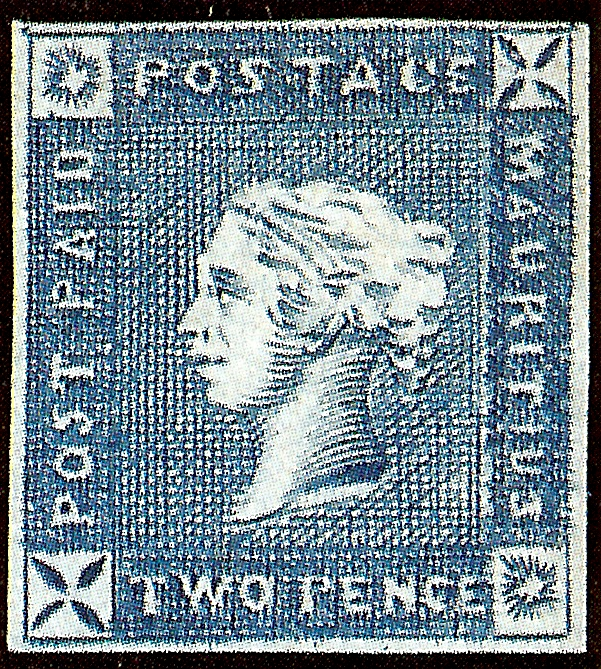
2 Pence der Ausgabe von 1859, der sogenannte „Hundskopf“, Stecher Jules Lapirot
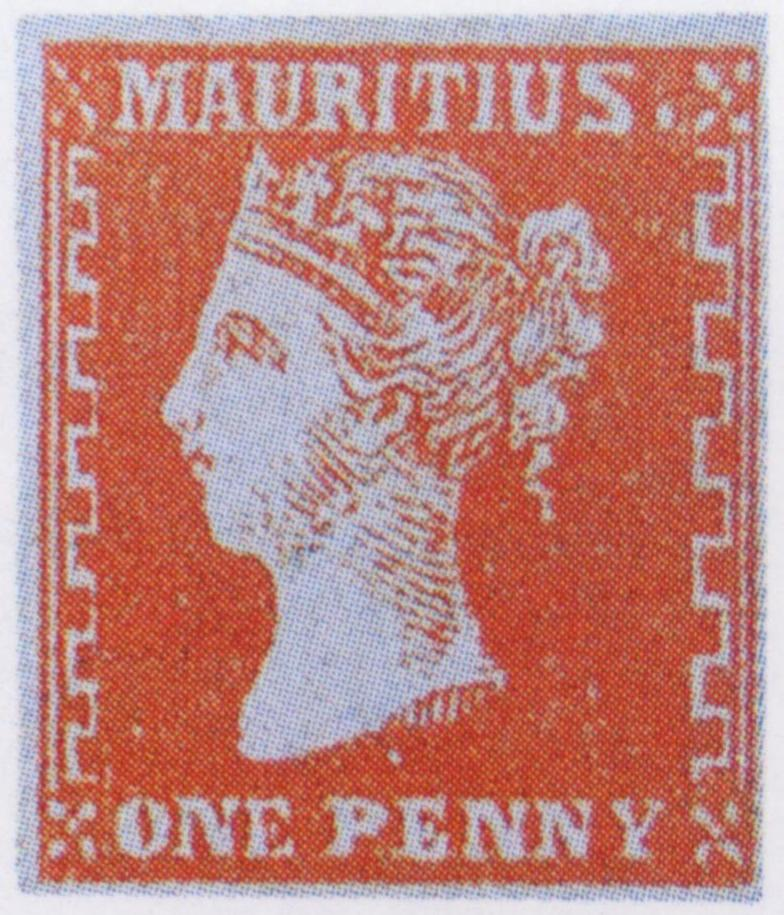
1 Penny vom 12. Dezember 1859, Entwurf Louis Adolphe Dardenne

## Letzte lokale Ausgaben
Zwischen 1849 und 1859 blieben die 1 Penny und 2 Pence Post Paid-Marken der zweiten Ausgabe trotz der gelieferten Britannia-Marken in Gebrauch. Nur eine rotviolette Britannia ohne Wertangabe wurde zwischenzeitlich als 1 Penny-Marke verwendet, weil die alte Druckplatte der zweiten Ausgabe zu abgenutzt war. 1859 vergab der Generalpostmeister einen Auftrag zur Neugravur der 2 Pence-Druckplatte an Jules Lapirot, einen französischstämmigen Schauspieler, nachdem die von Robert Sherwin 1859 nachgravierte Platte erneut abgenutzt war. Jules Lapirot lieferte nach fünf Monaten die Druckplatte mit neuer Gravur ab. Der nun sehr grob ausgefallene Stich wies keine Ähnlichkeit mehr mit Königin Victorias Porträt auf, in Sammlerkreisen wird diese Marke dog head (Hundskopf) oder monkey head (Affenkopf) genannt. Trotz der offensichtlich mangelhaften Ausführung wurden Marken von der Platte gedruckt und verwendet.
Noch im gleichen Jahr (1859) wurde ein anderer Franzose, Louis Adolphe Dardenne, mit dem Entwurf neuer Druckplatten zu 1 Penny und 2 Pence beauftragt. Dardenne schuf für jeden Wert eine Druckplatte zu 72 Marken. Die obere Schriftleiste trägt den Namen der Kolonie, unten erscheint der Wert der Marke. Die Randleisten werden von einem Mäanderband eingenommen und ähneln dadurch zeitgenössischen französischen Ceres-Briefmarken. Die Marken wurden im Lithographieverfahren mit einer Auflage von je 70.000 Exemplaren gedruckt.

## Die Victoria-Ausgaben von De La Rue

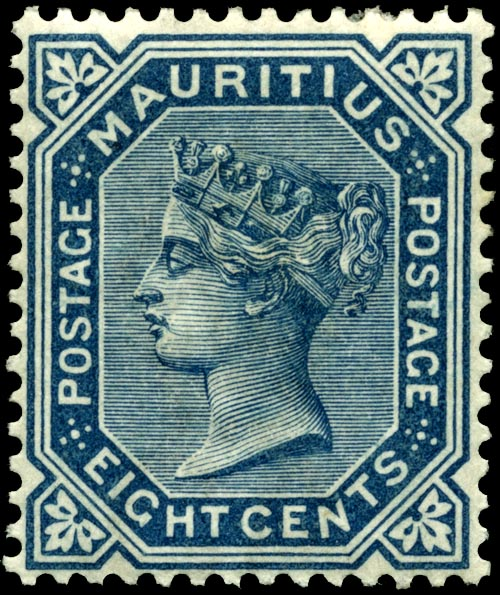
Marke zu 8 cents aus dem Jahr 1891 mit dem Porträt Königin Victorias

Ab 1860 übernahm die britische Druckerei De La Rue die Herstellung von Briefmarken für Mauritius. Es wurde ein einheitlicher Entwurf mit einer Profildarstellung der Königin in einem Medaillon im Buchdruckverfahren hergestellt. Ab 1863 erschienen die Marken auf Wasserzeichenpapier. Dieses Porträt der Königin blieb bis 1895, allerdings mit wechselnden Rahmen, in Gebrauch. Da 1878 eine Währungsumstellung vom Pfund Sterling zur Mauritius-Rupie erfolgt war, mussten große Marken-Restbestände mit neuen Währungsangaben überdruckt werden. Das Postgebiet von Mauritius umfasste in dieser Zeit auch die Seychellen, Rodrigues und den Chagos-Archipel.
In diesen Zeitraum fiel auch der Aufbau eines Eisenbahnnetzes auf Mauritius, die erste Bahnlinie wurde 1864 eröffnet. Jeder Bahnhof erhielt ein Postamt, und die Züge waren mit Bahnpostwagen ausgestattet. Dieser Dienst bestand bis 1956.

## Neuordnung des Postgebietes und Entwicklung bis zur Unabhängigkeit

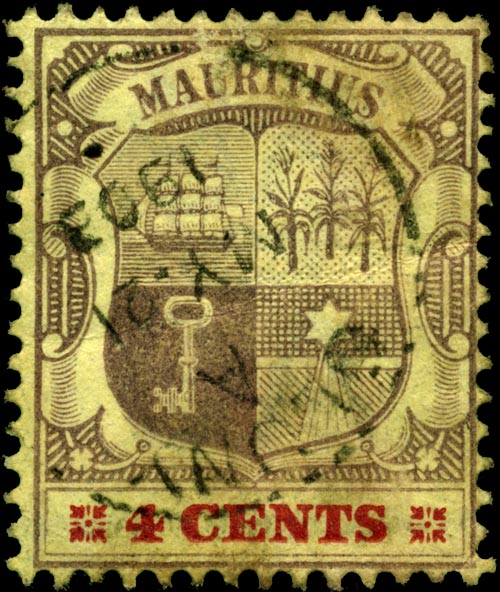
Marke von 1900 mit dem Wappen der Kolonie

Im Jahre 1890 wurde das Postgebiet der Seychellen von Mauritius getrennt, obwohl die Inselgruppe formal bis 1903 administrativ zu Mauritius gehörte.
Ab 1895 wurde eine neue Freimarkenserie mit dem Wappen der Kolonie eingeführt. Diese Marken dienten auch fiskalischen Zwecken, wie an der Aufschrift Postage & Revenue zu erkennen ist. Dadurch wurden sehr hohe Wertstufen erforderlich, die besondere Sicherheitsmerkmale erforderten. Um eine Entfernung der Entwertungsstempel zu erschweren, wurde eine leicht lösliche Spezialfarbe verwendet, die nur in den Tönen violett und grün verfügbar war. Die Briefmarken wurden in diesen Farben auf gefärbtes Papier gedruckt. Als weitere Sicherheitsmaßnahme wurde von der Druckerei De La Rue 1904 erstmals gestrichenes Papier verwendet.
Um Kosten für die Briefmarkenproduktion des riesigen britischen Kolonialreichs zu senken, verwendete De La Rue ab 1879 sogenannte Keyplates, die freie Felder für den Namen der Kolonie und die Wertstufe enthielten. Diese Angaben konnten dann in einem zweiten Arbeitsgang, meist in anderen Farben, eingedruckt werden. Ab 1910 kamen diese Platten erstmals für Mauritius zum Einsatz. Das System der Keyplates wurde bis 1938 für Freimarken verwendet, wobei die Druckplatten bei Wechseln des Souveräns erneuert wurden.
In den 1930er Jahren wurde auch das Ausgabeprogramm von Sonderbriefmarken standardisiert, indem man sogenannte Omnibus-Ausgaben, d. h. Marken mit gleichen Motiven zum gleichen Anlass im gesamten britischen Empire herausgab. Diese Praxis wurde bis zur Unabhängigkeit von Mauritius beibehalten.
Am 10. November 1933 traf die erste Luftpost von Réunion auf Mauritius ein. Die erste direkte Flugpostverbindung nach Europa wurde 1937 eingerichtet.

## Unabhängiger Staat
Die Unabhängigkeit von Mauritius im Jahre 1968 hatte Auswirkungen auf den Postdienst der Inselgruppen, die noch unter britischer Verwaltung standen. Bereits 1965 hatte die Kolonialverwaltung die Inseln Aldabra, Farquhar und Desroches von der Kronkolonie Seychellen abgespalten und mit dem Chagos-Archipel, der bisher zum Postgebiet Mauritius gehörte, zum British Indian Ocean Territory vereinigt, das ab Januar 1968 ein selbständiges Postgebiet bildete.
Bis März 1992 war Mauritius eine Monarchie im Commonwealth of Nations mit Elisabeth II. als Monarchin. Viele Briefmarken aus dieser Zeit zeigen ein kleines Porträt der Königin in der oberen rechten oder linken Ecke. Nach der Änderung der Staatsform in eine Republik wurde an dessen Stelle ein kleines Staatswappen gedruckt, doch diese Praxis wurde nach dem Jahr 2000 aufgegeben.

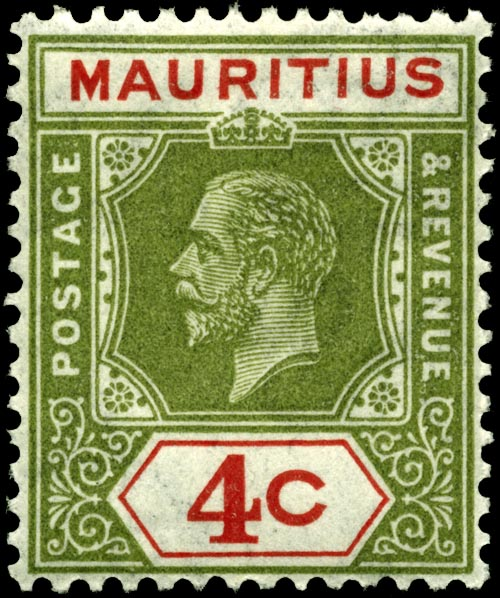
4c-Marke aus einer Keyplate mit dem Porträt von Georg V. (1932)
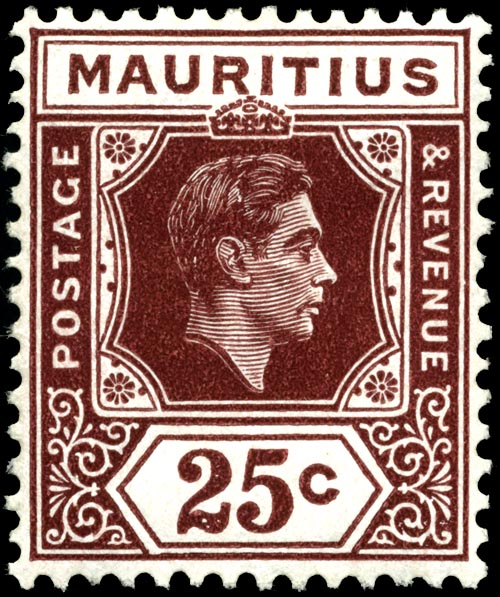
25c-Marke aus der Dauerserie von 1938 mit dem Porträt von Georg VI.
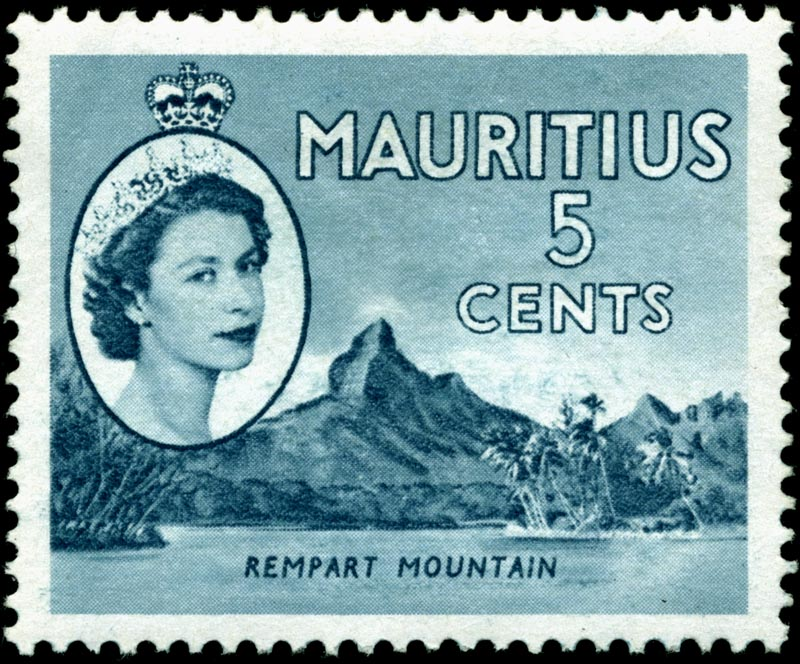
5c-Marke aus der Landschaftsserie von 1954 mit dem Porträt Königin Elisabeth II.
Briefmarke von 1970 mit dem Hauptpostamt in Port Louis